# 马德雷德迪奥斯大区
馬德雷德迪奧斯大區（西班牙語：Departamento de Madre de Dios）是秘魯東南部的一個大區，地處亞馬遜平原之上，與普諾大區、庫斯科大區和烏卡亞利大區相鄰，東鄰巴西和玻利維亞。首府馬爾多納多港。
大區的名稱來自馬德雷德迪奧斯河，該河最終是亞馬遜河的支流，並由西班牙殖民者命名。這是聖母瑪利亞非常常用的西班牙語名稱，意思是天主之母。
1912年12月26日建區。下分3省11區。

## 地理
大區基乎完全在亞馬遜雨林內。氣候溫暖潮濕，平均溫度約為26 °C（79 °F）[最高：34 °C（93 °F），最低：21 °C（70 °F）]。雨季是從12月到3月，暴雨導致河流膨脹並經常使河岸氾濫。全年降雨量可高達3（9.8英尺）。
與库斯科大區的西北邊界是Isthmus of Fitzcarrald，一條細矮的山脈，分隔開馬德雷德迪奧斯河和烏魯班巴河/烏卡亞利河盆地。
馬德雷德迪奧斯河流域的著名河流有伊南巴里河、坦博帕塔河、馬努河、塔瓦馬努河、塔夸蒂馬努河、希思河、阿克里河和拉斯阿米戈斯河。
由於大區幅員遼闊而人口稀少，河流提供了從一個城鎮到另一個城鎮的最佳途徑。人類活動總是局限於河岸。有不少探險家在區內曾嘗試尋找傳說中的失落城市「帕提提」（Paititi）。2011年初，一條貫穿當地的新道路連接巴西和秘魯以便雙方貿易，並改變大區的孤立情況。
當地唯一主要高速公路是連接馬爾多納多港和庫斯科，長達 510（320英里）並進入库斯科大區。它是新建的太平洋與大西洋之間越洋路線的一部分，途經阿克里河上的邊境小鎮伊尼亞帕里。馬爾多納多港和庫斯科之間的飛航路線仍然是來回兩地最普及和最快的交通方法。

## 經濟、天然資源和環境
馬德雷德迪奧斯的經濟嚴重依賴天然產品和原材料。幾乎沒有製造業。主要農產品有：
1. 棉花
2. 咖啡
3. 甘蔗
4. 可可豆
5. 巴西堅果
6. 棕櫚油

金礦開採是大區唯一的另外大型工業，主要局限於與伊南巴里河和馬德雷德迪奧斯河流相鄰的沖積層。這活動造成了顯著的森林破壞。 另外，用於金礦開採的技術已經被視為導致了主要的環境和公共衛生問題。大多數金礦開採商使用水銀從沖積層中提取金顆粒。他們經常裸手處理有毒的水銀。為了淨化金顆粒，水銀會被燃燒掉。 蒸發後，水銀粒子會污染四周環境。水銀經過食物鏈的富集作用集中到頂層掠食者，例如河裡的大魚和食肉鳥類。直接與水銀接觸以及食用魚類時攝入危險水平的水銀可能會傷害當地人。水銀導致了各種神經和先天性健康問題。
生態旅遊是馬德雷德迪奧斯大區的主要新興產業。馬努省和坦博帕塔省的許多旅館正在成為所謂「Vilcabamba-Amboró走廊」的一部分。部分的生態旅館也提供冒險活動，例如亞馬遜生態冒險酒店。新法例鼓勵私人投資者制定保育或生態旅遊的優惠。這是為了擴大公共保護區的範圍。這種整合包括越來越多地參與生態旅遊的原住民社區。長期鼓勵離開林木的動機是包括當地居民在內的重要原因之一。當地人口已納入保育計劃和經濟周期。
大區的其他嚴重環境問題還包括因農業而造成的森林覆蓋率下降，非法的選擇性伐木（特別是桃花心木）和非法偷獵瀕危物種（特別是巨獺、亞馬遜龜、凱門鱷、猴子和金剛鸚鵡作為寵物）。.
秘魯的國鳥，安第斯動冠傘鳥，可見於馬德雷德迪奧斯大區。牠受害於偷獵和棲息地干預。特色哺乳動物包括水豚、美洲豹和巨獺。

## 行政區劃
馬德雷德迪奧斯大區分為3個省（provincias，單數：provincia），共有11個區（distritos，單數：distrito）。下轄省份（首府在括號內）如下：
- 馬努省（薩爾瓦西翁）
- 塔瓦馬努省（伊尼亞帕里）
- 坦博帕塔省（馬爾多納多港）

## 人口

### 語言
根據2007年秘魯人口普查，大多數居民最先學習的語言是西班牙語（80.00%），其次是克丘亞語（16.53%）。馬德雷德迪奧斯大區所用的克丘亞語變體是庫斯科-科勞克丘亞語和Santarrosino克丘亞語。以下表格顯示大區各省最先學習語言的情況：
| 省         | 克丘亞語 | 艾馬拉語 | Asháninka語言 | 其他原住民語言 | 西班牙語 | 外語 | 聾啞 | 總數    |
| ---------- | -------- | -------- | ------------- | -------------- | -------- | ---- | ---- | ------- |
| 馬努省     | 5,731    | 239      | 9             | 1,540          | 11,170   | 18   | 16   | 18,723  |
| 塔瓦馬努省 | 897      | 166      | 7             | 74             | 8,870    | 94   | 15   | 10,123  |
| 坦博帕塔省 | 10,202   | 586      | 14            | 481            | 61,387   | 197  | 75   | 72,942  |
| 總數       | 16,830   | 991      | 30            | 2,095          | 81,427   | 309  | 106  | 101,788 |
| %          | 16.53    | 0.97     | 0.03          | 2.06           | 80.00    | 0.30 | 0.10 | 100.00  |

## 文化
這大區是許多古代印加遺址的所在地。許多原住民部落在亞馬遜盆地的叢林中生存。

## 旅遊熱點
- 阿马拉卡里社区保护区（英语：Amarakaeri Communal Reserve）
- 普魯斯社區保護區（英语：Purús Communal Reserve）
- 坦博帕塔國家保護區

## 大眾文化
- 當地是維爾納·赫爾佐格的電影《陸上行舟》（1982年）的地方設定，影片主角的原型來自於費茲傑拉德男爵（Carlos Fitzcarrald），伊基托斯的橡膠男爵。
- 在科幻電視劇《重返侏羅紀》衍生小說《美洲虎的陰影（Shadow of the Jaguar）》（2008年）中，大部分故事都發生在馬德雷德迪奧斯大區。奇異點的打開將一堆史前的袋劍虎帶入了現代世界。